# Saint Louis Sucre
Pour les articles homonymes, voir Saint-Louis.
Saint Louis Sucre est une entreprise sucrière française issue de la fusion de diverses compagnies sucrières dont la première fut fondée en 1831 à Roye (Somme). Le groupe s'appellera la Générale sucrière de 1968 à 1998 avant son rachat par le groupe allemand Südzucker en 2001. Saint Louis est devenue une marque de ce groupe.

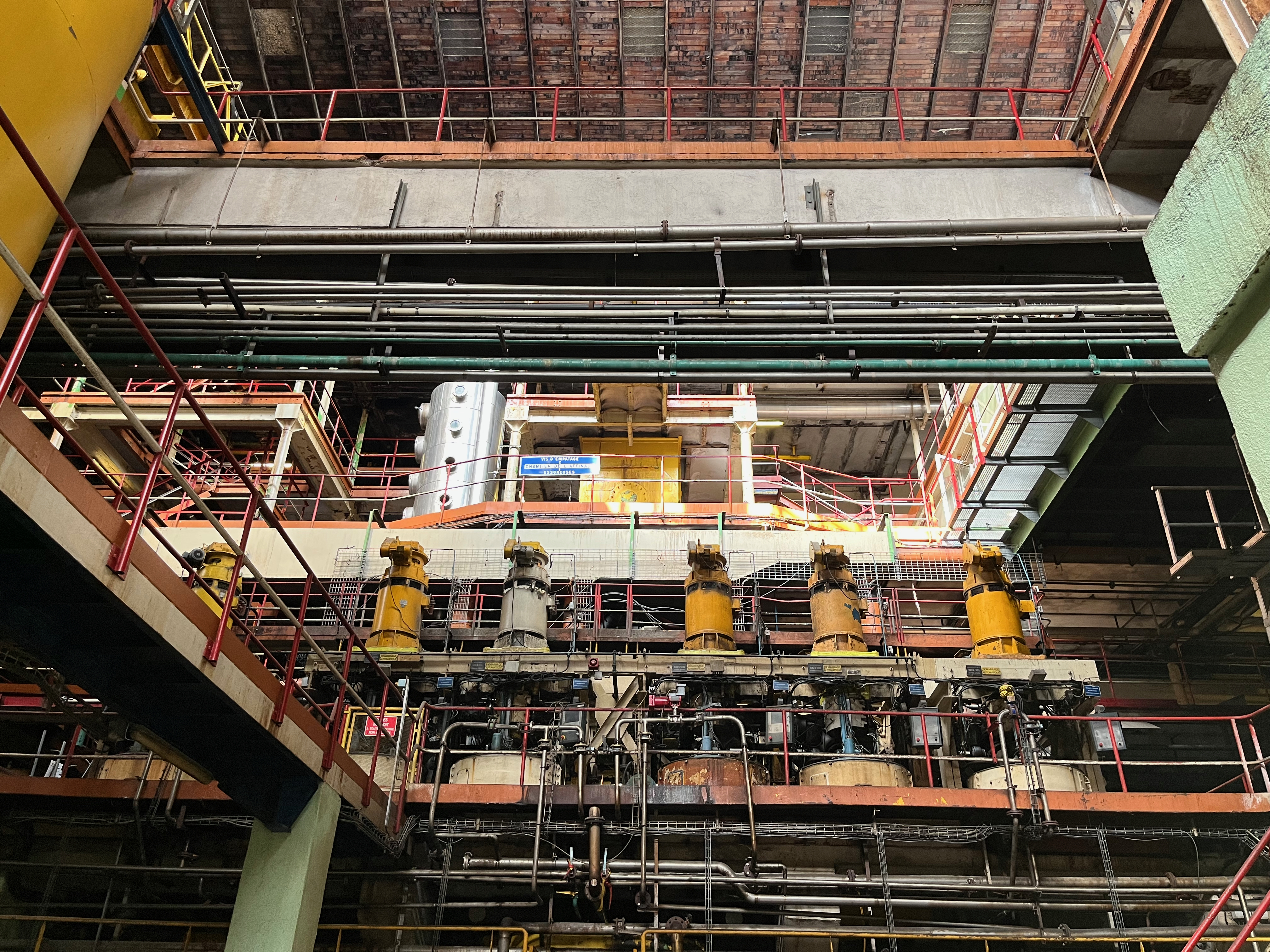
La Raffinerie Saint Louis Sucre à Marseille en septembre 2022

## Historique

### Création et développement
La Société nouvelle des raffineries de sucre de Saint Louis fut créée à Marseille en 1878 à la suite du rachat en 1872 de la raffinerie de sucre Maurin, située dans le quartier Saint-Charles par la raffinerie de Saint Louis, située elle dans le quartier de Saint-Louis. Joseph Bonnasse est un des membres fondateurs de la raffinerie.
Son rapprochement avec deux autres sociétés sucrières, la Compagnie nouvelle de sucreries réunies, fondée en 1923, et les Sucreries et raffineries Bouchon et Pajot, aboutit à la création en 1968 de la Générale sucrière, dont François de Grossouvre, ancien président du groupe sucrier A. Berger & Cie (1949-1963), est un des artisans. La Générale sucrière va progressivement racheter de nombreuses usines éparses du Nord de la France et qui comprend :
- la société Sommier - Lebaudy en 1968 ;
- la société Larreguy, fondée en 1831 à Roye, dans la Somme, qui développa ses usines dans la région à partir de la production de sucre de betterave. La société s'orienta vers l'international avec des exportations vers l'Afrique du Nord et le Moyen-Orient à partir de 1894 ;
- l'Union sucrière de l'Aisne, qui produisit pendant 40 ans l'essentiel du sucre en France ;
- la Société sucrière du Nord-Est, la sucrerie raffinerie de Bresles (Oise) et la sucrerie de Marle (Aisne) dans les années 1990 ;

La Générale sucrière ouvre également des usines de production à l'étranger (Espagne et Europe de l'Est) dans les années 1990.

### L'aventure avec Lesieur
En 1985, Saint Louis s'allie avec Lesieur qui possède la marque d'huiles et également William Saurin. Ensemble, ils rachètent le groupe Royal Champignon, premier producteur au monde de champignons.
L'année suivante, le groupe agroalimentaire italien Ferruzzi qui, via le conglomérat Montedison, possède notamment Béghin-Say et Eridania, souhaite s'emparer de Lesieur. Pour contrer cette tentative, Saint Louis rachète son associé.
Cependant, en 1988, Saint Louis décide de démanteler le groupe Lesieur et de revendre l'entreprise à Montedison, pour se mettre à l'abri d'une prise de contrôle du groupe italien, qui avait acheté l'année précédente un pourcentage non négligeable de ses actions. William Saurin et Royal Champignon sont toutefois conservés.

### Devenir un grand groupe européen
Saint Louis décide de se diversifier dans l'industrie papetière avec l'acquisition en 1988 du papetier français Arjomari-Prioux. En 1990, celui-ci fusionne avec son concurrent britannique, Wiggins Teape Appleton, pour donner Arjo Wiggins Appleton (AWA), le premier papetier européen.
La volonté du PDG de Saint Louis, Bernard Dumon, de créer un poids-lourd de l'agroalimentaire aboutit au rachat de Marie au groupe Olida, et de la Conserverie du Languedoc (marque La Belle Chaurienne) en 1991 et à une prise de participation dans Perrier.
En 1994, Saint Louis rapproche son activité alimentaire avec celle du groupe Danone (marques Panzani, Garbit et PetitJean) au sein d'une filiale commune, nommée Panzalim.

### Le décès du président et de ses cadres: période d'incertitudes
En 1995, les principaux dirigeants de Saint Louis dont le PDG, Bernard Dumon périssent dans un accident d'avion lorsqu'un Mystère 20 affrété s'écrase au-dessus de l'aéroport du Bourget. Parmi les victimes figure également Max de La Giraudière, directeur général du même Groupe. Depuis lors, une « jurisprudence Saint Louis » est instaurée dans les grandes sociétés afin d'éviter de faire voyager leurs hommes-clés dans le même avion.
Une période d'incertitudes s'ensuit pour le groupe, Bernard Dumon n'ayant pas de successeur désigné. Royal Champignon est cédé à son concurrent historique, Champi-Jandou, en 1996. Le nouvel ensemble sera appelé France Champignon. Saint Louis se désengage également de Panzalim en 1996 au profit de Danone, qui hérite alors de toutes les marques de la coentreprise. Panzani, William Saurin, La Belle Chaurienne, Garbit et PetitJean sont regroupés au sein d'une même entité et revendus l'année suivante au fonds d'investissement Paribas Affaires industrielles (PAI partners). 

### Rachat par Südzucker de l'activité sucrière
La Générale Sucrière est renommée Saint Louis Sucre en 1998 avant d'être rachetée par la compagnie allemande Südzucker en 2001.
En février 2019, Saint-Louis annonce la fermeture deux de ses sites de production, à savoir celui de Cagny dans les Calvados et celui d'Eppeville dans la Somme. 
Le 1er mars 2019, entre 200 et 300 personnes manifestent devant le site de production d'Eppeville afin de protester contre sa fermeture. 
Le 2 avril 2019, les dirigeants présentent leur plan de restructuration qui confirme la fermeture de deux sites de production. Au total, ce sont 130 postes qui seront supprimés sur 723. Des reclassements de salariés seront également opérés avec des déménagements sur d'autres sites de production déjà existants,.
Le 31 décembre 2019, l'usine de Cagny, qui employait 80 salariés, cesse de manière définitive ses activités de 
production.

## Implantations
Le siège social de Saint Louis Sucre se trouve à Roye au 74 avenue du Général de Gaulle. 
L'entreprise possède deux sucreries dans le Nord de la France à Roye (usine historique du groupe) et Étrépagny (Eure). Les ateliers de conditionnement et de stockage se trouvent à Aulnois-sous-Laon, Bresles et Nassandres-sur-Risle. La raffinerie est localisée à Marseille, où depuis 2015 elle ne transforme plus de sucre de canne. En 2009, une nouvelle unité moderne de conditionnement s'est implantée à Roye, face à la sucrerie.